# Acalymma annulatum
Acalymma annulatum es un insecto coleóptero de la familia Chrysomelidae.
Fue descrita científicamente por primera vez en 1867 por Suffrian.